# You Give Good Love
«You Give Good Love» (en español: «Tú me das amor bueno») fue publicado en abril de 1985 y es el segundo sencillo del álbum Whitney Houston de la cantante estadounidense del mismo nombre. Sin embargo, fue el primero publicado en EU y alcanzó el #3 en el Billboard Hot 100.

## Historia
El presidente de Arista Records, Clive Davis, contrató a Houston en 1983 después de escucharla cantar en un espectáculo. Davis preparó a Houston para el estrellato durante los siguientes dos años reuniendo los talentos de compositores y productores para trabajar en el álbum. El compositor y productor Kashif estaba entre aquellos que Clive Davis quería para que trabajase en el álbum debut de Whitney.

## Sencillos
12" sencillo Ariola 	1985
1. 	«You Give Good Love» 
2. 	Extended Version
3.      «Someone For Me»
4.      «Thinking About You»

## Posicionamiento
| Listas (1985)                                   | Posición |
| ----------------------------------------------- | -------- |
| U.S. Billboard Hot 100                          | 3        |
| U.S. Billboard Hot R&B/Hip-Hop Singles & Tracks | 1        |
| Reino Unido                                     | 93       |